# Paul Bergsøe
Paul Peter Vilhelm Bergsøe, född 22 december 1872 i Köpenhamn, död 29 december 1963 i Nærum, var en dansk fabrikör och civilingenjör. Han var son till författaren och zoologen Vilhelm Bergsøe och Margrethe Kirstine Smidth.
Paul Bergsøe var aktiv bland annat som förmedlare av tekniskt vetenskapliga ämnen, bland annat med popularisering av kemi och astronomi. I Danmarks Radio hörde man honom ofta, inte bara med ämnen som de nämnda, utan dessutom som en uppläsare av H.C. Andersens sagor. Han skrev även en självbiografi.
Paul Bergsøe grundade företaget Bergsöe och har givit namn åt Paul Bergsøe Kollegiet, i Nærum, vilket är byggt på hans egendom Kofoedsminde.

## Utmärkelser
- Riddare av Dannebrogorden,  1924[1]
- Hedersdoktor vid Danmarks Tekniske Universitet,  1940[1]
- Ingenio et arti,  1955[1]
- H.C. Ørsted-medaljen,  1959[1]

[Redigera Wikidata]